# 7-es busz (Hódmezővásárhely)
A Hódmezővásárhelyi 7-es jelzésű autóbusz a Szivárvány otthon és a Kincses temető, Kincses temető és a Szivárvány Otthon között közlekedik. A viszonylatot a Volánbusz 2024. január. 1-től nem üzemelteti.

## Közlekedése
Csak munkanapokon közlekedik.